# آيت علي أولحسن (سيدي المخفي)
آيت علي أولحسن هي إحدى مشيخات المملكة المغربية، تتبع جغرافيا لإقليم إفران وإداريًا لسيدي المخفي. يقدر عدد سكانها بـ 1800 نسمة حسب الإحصاء الرسمي للسكان والسكنى لسنة 2004.